# Sharps Rifle Manufacturing Company
 (décembre 2023).
La mise en forme du texte ne suit pas les recommandations de Wikipédia : il faut le « wikifier ».
Les points d'amélioration suivants sont les cas les plus fréquents :
- Les titres sont pré-formatés par le logiciel. Ils ne sont ni en capitales, ni en gras.
- Le texte ne doit pas être écrit en capitales (les noms de famille non plus), ni en gras, ni en italique, ni en « petit »…
- Le gras n'est utilisé que pour surligner le titre de l'article dans l'introduction, une seule fois.
- L'italique est rarement utilisé : mots en langue étrangère, titres d'œuvres, noms de bateaux, etc.
- Les citations ne sont pas en italique mais en corps de texte normal. Elles sont entourées par des guillemets français : « et ».
- Les listes à puces sont à éviter, des paragraphes rédigés étant largement préférés. Les tableaux sont à réserver à la présentation de données structurées (résultats, etc.).
- Les appels de note de bas de page (petits chiffres en exposant, introduits par l'outil «  Source ») sont à placer entre la fin de phrase et le point final[comme ça].
- Les liens internes (vers d'autres articles de Wikipédia) sont à choisir avec parcimonie. Créez des liens vers des articles approfondissant le sujet. Les termes génériques sans rapport avec le sujet sont à éviter, ainsi que les répétitions de liens vers un même terme.
- Les liens externes sont à placer uniquement dans une section « Liens externes », à la fin de l'article. Ces liens sont à choisir avec parcimonie suivant les règles définies. Si un lien sert de source à l'article, son insertion dans le texte est à faire par les notes de bas de page.
- La présentation des références doit suivre les conventions bibliographiques. Il est recommandé d'utiliser les modèles {{Ouvrage}}, {{Chapitre}}, {{Article}}, {{Lien web}} et/ou {{Bibliographie}}. Le mode d'édition visuel peut mettre en forme automatiquement les références.
- Insérer une infobox (cadre d'informations à droite) n'est pas obligatoire pour parachever la mise en page.

Pour une aide détaillée, merci de consulter Aide:Wikification.
Si vous pensez que ces points ont été résolus, vous pouvez retirer ce bandeau et améliorer la mise en forme d'un autre article.
 (décembre 2023).
Si vous disposez d'ouvrages ou d'articles de référence ou si vous connaissez des sites web de qualité traitant du thème abordé ici, merci de compléter l'article en donnant les références utiles à sa vérifiabilité et en les liant à la section « Notes et références ».
| Type             | Privée                                                |
| Industry         | Armes à feu                                           |
| Fondée           | 9 Octobre 1851 Hartford, Connecticut, United States   |
| Fondateurs       | Samuel Robbins & Richard S. Lawrence                  |
| Arrêt d'activité | 1881                                                  |
| Raison d'arrêt   | Dissolution                                           |
| Siège Social     | Bridgeport, Connecticut - Etats-Unis                  |
| Région Desservie | Etats-Unis                                            |
| Personnes clés   | John C. Palmer, Christian Sharps, Richard S. Lawrence |
| Produits         | Armes d'épaule à un coup / Munitions                  |

La Sharps Rifle Manufacturing Company était le fabricant de la carabine Sharps. La société a été créée par Samuel Robbins et Richard S. Lawrence en tant que holding à Hartford, Connecticut, le 9 octobre 1851, avec un capital de 100 000 dollars. Malgré le départ de Sharps de la société portant son nom, la Sharps Rifle Manufacturing Company a produit plus de 100 000 fusils, mais elle a été dissoute en 1881 avec la généralisation des fusils à répétition.

## Histoire
Christian Sharps (1810-1874) a breveté son fusil en 1848. Le premier contrat pour 5 000 fusils a été signé en 1850 et la fabrication a commencé en 1851. Le modèle 1851 "box-lock" a été mis au point par Christian Sharps, Rollin White et Richard Lawrence chez Robbins & Lawrence à Windsor, dans le Vermont. Le deuxième contrat portant sur 15 000 fusils était si important qu'aucun terrain approprié n'était disponible à Windsor, dans le Vermont. La société holding avance 40 000 dollars à Robbins & Lawrence pour l'achat d'un terrain de 25 acres (100 000 m2) à Hartford, Connecticut, et pour la construction d'un bâtiment d'usine en briques.
Christian Sharps quitte la société en 1853. Il forme ensuite un partenariat avec William Hankins en 1862, connu sous le nom de Sharps & Hankins. En 1855, la fabrication est transférée à Hartford et se poursuit jusqu'en 1876. Les activités sont alors transférées à Bridgeport, Connecticut.
En 1872, Sharps introduit la cartouche de chasse .50-90 Sharps. Hugo Borchardt conçoit le dernier fusil fabriqué par la société, le Sharps-Borchardt Model 1878, mais la société fait faillite et disparaît trois ans plus tard, en 1881.
La Sharps Rifle Manufacturing Company a produit plus de 100 000 armes à feu pendant la guerre civile américaine pour l'armée de l'Union, mais l'entreprise a fait l'objet de poursuites judiciaires et a finalement succombé à l'évolution du marché, les fusils à répétition devenant de plus en plus populaires auprès des tireurs.
| Périodes de production | Modèle Sharps | Type                | Calibre        |
| ---------------------- | ------------- | ------------------- | -------------- |
| 1849 - 1850            | Modèle 1849   | Fusil               | 0.44           |
| 1850 - 1850            | Modèle 1850   | Fusil               | 0.44           |
| 1852 - 1855            | Modèle 1851   | Carabine            | .36, .44, .52  |
| 1853 - 1855            | Modèle 1852   | Fusil               | 0.52           |
| 1853 - 1855            | Modèle 1852   | Carabine            | 0.52           |
| 1853 - 1855            | Modèle 1852   | Fusil de chasse     | Plusieurs      |
| 1854 - 1857            | Modèle 1853   | Carabine            | Plusieurs      |
| 1856 - 1857            | Modèle 1855   |                     | 0.52           |
| 1856 - 1857            | Modèle 1855   | Fusil "US Navy"     | 0.52           |
| 1855 - 1857            | Modèle 1855   | Carabine "Anglaise" | 0.52           |
| 1859 - 1866            | Modèle 1859   | Carabine            | 0.52           |
| 1859 - 1866            | Modèle 1863   | Carabine            | 0.52           |
| 1859 - 1866            | Modèle 1865   | Carabine            | 0.52           |
| 1859 - 1866            | Modèle 1859   | Fusil               | 0.52           |
| 1869 - 1871            | Modèle 1869   | Carabine            | 0.52           |
| 1869 - 1871            | Modèle 1869   | Fusil Militaire     | 0.50-70        |
| 1869 - 1871            | Modèle 1869   | Fusil de loisir     | .44-77, .50-70 |
| 1871 - 1880            | Modèle 1874   |                     | Plusieurs      |
| 1877 - 1878            | Modèle 1877   |                     | 0.45           |
| 1878 - 1881            | Modèle 1878   |                     | Plusieurs      |

## Héritage
Des reproductions de la carabine Sharps 1863 à cartouche papier, de la carabine Sharps 1874 à cartouche métallique[4] et de la carabine Sharps-Borchardt modèle 1878 sont fabriquées aujourd'hui pour la chasse et le tir sur cible. Un certain nombre d'entreprises, dont Shiloh Rifle Manufacturing Company et C. Sharps Arms Co. Inc. toutes deux situées à Big Timber, dans le Montana, et l'armurier italien Davide Pedersoli & Co. de Brescia, proposent une gamme de reproductions de fusils Sharps.
La Sharps Rifle Manufacturing Company avait fabriqué des bicyclettes sous contrat pour la Weed Sewing Machine Company à Hartford. Lorsque Sharps a déménagé à Bridgeport, la Weed Sewing Machine Company a acheté l'ancienne usine de Hartford pour fabriquer elle-même des bicyclettes.